# Соронг
Соронг (індонез. Sorong) — місто в Індонезії, столиця провінції Південно-Західне Папуа.

## Географія
Розташоване на західному березі півострова Чендравасіх.

### Клімат
Місто знаходиться у зоні, котра характеризується вологим тропічним кліматом. Найтепліший місяць — березень із середньою температурою 28.9 °C (84 °F). Найхолодніший місяць — липень, із середньою температурою 27.2 °С (81 °F).
| Клімат Соронга          | Клімат Соронга | Клімат Соронга | Клімат Соронга | Клімат Соронга | Клімат Соронга | Клімат Соронга | Клімат Соронга | Клімат Соронга | Клімат Соронга | Клімат Соронга | Клімат Соронга | Клімат Соронга | Клімат Соронга |
| Показник                | Січ.           | Лют.           | Бер.           | Квіт.          | Трав.          | Черв.          | Лип.           | Серп.          | Вер.           | Жовт.          | Лист.          | Груд.          | Рік            |
| Абсолютний максимум, °C | 32             | 32             | 32             | 33             | 33             | 33             | 32             | 32             | 32             | 33             | 32             | 32             | 33             |
| Середній максимум, °C   | 31             | 31             | 31             | 32             | 31             | 30             | 29             | 30             | 31             | 31             | 31             | 31             | 31             |
| Середня температура, °C | 28             | 28             | 28             | 29             | 28             | 27             | 27             | 27             | 28             | 28             | 28             | 28             | 28             |
| Середній мінімум, °C    | 26             | 26             | 26             | 26             | 25             | 25             | 25             | 25             | 25             | 25             | 25             | 25             | 25             |
| Абсолютний мінімум, °C  | 23             | 23             | 23             | 23             | 23             | 23             | 22             | 22             | 22             | 23             | 23             | 23             | 22             |
| Норма опадів, мм        | 180            | 160            | 200            | 240            | 310            | 340            | 330            | 240            | 260            | 200            | 170            | 170            | 2840           |
| Вологість повітря, %    | 81             | 81             | 82             | 82             | 85             | 84             | 85             | 86             | 85             | 82             | 82             | 83             | 83             |
| ----------------------- | -------------- | -------------- | -------------- | -------------- | -------------- | -------------- | -------------- | -------------- | -------------- | -------------- | -------------- | -------------- | -------------- |
| Джерело: Weatherbase    |                |                |                |                |                |                |                |                |                |                |                |                |                |